# خانه اوجی
منزل اوجی مربوط به دوره قاجار است و در شیراز، خیابان، احمدی، بازارچه حاج زینل، کوچه بصیری واقع شده و این اثر در تاریخ ۴ مرداد ۱۳۷۸ با شمارهٔ ثبت ۲۳۸۴ به‌عنوان یکی از آثار ملی ایران به ثبت رسیده است.